# チョン・ソギョン (脚本家)
チョン・ソギョン（정 서경、1975年 - ）は、韓国の脚本家。

## 来歴
ソウル大学校哲学科を中退し、韓国芸術総合学校映像院シナリオ科を卒業。
映像院シナリオ科3年生の時に製作した短編映画『電気工たち（原題：전기공들）』で監督デビュー。同作品はコダック短編映画製作支援選定作品に選出されたが、その後は専業の脚本家として活動している。
2003年、短編公募展の審査員だった映画監督のパク・チャヌクと出会って以来、同監督作の『親切なクムジャさん』『サイボーグでも大丈夫』『渇き』『お嬢さん』『別れる決心』などの映画脚本を数多く共作。パクと脚本を共同執筆する際はコンピュータのハードディスクのみを共有し、各々一台ずつモニターとキーボードを用意。一つのドキュメントに2人で文章を入力し、リアルタイムで推敲し合うという方法をとっている。

## 脚本作品

### 映画
- 親切なクムジャさん（2005年）
- サイボーグでも大丈夫（2006年）
- ファミリー・マターズ（朝鮮語版）（2006年）
- 渇き（2009年）
- お嬢さん（2016年）
- 荊棘の秘密（2016年）
- 毒戦 BELIEVER（2018年）[6]
- 別れる決心（2022年）

### テレビドラマ
- マザー 無償の愛（2018年1月24日 - 3月15日、tvN）
- シスターズ（2022年9月3日 - 10月9日、tvN）

## 受賞歴
- 第40回シッチェス・カタロニア国際映画祭 - ファンタスティック・コンペティション部門 脚本賞（2007年、『サイボーグでも大丈夫』） ※パク・チャヌクと共同受賞
- 第29回シカゴ映画批評家協会 - 脚本賞（2016年、『お嬢さん』）[2] ※パク・チャヌクと共同受賞